# Drago Jilek
Drago Jilek (Sarajevo, 2. svibnja 1912. – Beograd?, poslije ožujka 1950.), hrvatski visoki obavještajni dužnosnik u NDH i poslijeratni politički emigrant.

## Životopis
Rođen 2. svibnja 1912. godine. S velikosrpskom karađorđevićevskom Jugoslavijom sukobio se u ranoj mladosti jer je bio veliki hrvatski domoljub. Upisao je studij prava u Zagrebu. Godine 1939. uhitili su ga jer je dijelio protujugoslavenske letke. Iz istražnog je zatvora pušten pa je nastavio studirati pravo na zagrebačkom Pravnom fakultetu. Kao student dočekao je početak Travanjskog rata.
Početkom rata nije bilo sasvim sigurno kakve će biti državne granice NDH. Oko dodjele Bosne vodila su se talijansko - njemačka nadmudrivanja i taktiiranja, što je sve povećavale strah hrvatskih vlasti da bi Bosna i Hercegovina mogle biti istrgnute iz hrvatske države, što su smatralo poraznim. Zato su žurili poslati u Sarajevo postrojbu od kojih 1000 ljudi. Već 20. travnja 1941.  ta je postrojba poslana. Nakon što su došli u Sarajevo, pročitan je proglas vojskovođe Slavka Kvaternika, pun blagonaklonih riječi o muslimanima. Muslimani su najčešće i bili na čelu velikih župa u Bosni i Hercegovini koje je NDH uspjela uspostaviti već do lipnja 1941. godine. Iz te odabrane postrojbe izdvojili su se dragovoljci koje su predvodili Bećir Lokmić, Jozo Zubić i Drago Jilek i oformili udarnu ustašku skupinu Crnu legiju.
U Sarajevu je postao zamjenik povjerenika za Bosnu i Hercegovinu. Pretkraj 1941. postao je povjerenik nadzorne službe (UNS) u Zemunu, zatim povjerenik Ureda II UNS-a u Sarajevu i napokon pročelnik IV Odjela Ureda II UNS-a (protukomunistički odjel) u Zagrebu. Kad je smijenjen Eugen Dido Kvaternik, Jilek je postao zapovjednik Ustaške nadzorne službe (UNS) u činu bojnika. No, i on je te dužnosti ubrzo razriješen. Krajem rata se povukao s vojskom NDH i civilima u Austriju. Preživio je englesku izdaju na Bleiburgu i izbjegao je Bleiburšku tragediju. Sklonio se u Italiju.
Logično, Jugoslavija ga je smatrala neprijateljskom hrvatskom emigracijom. U godinama neposredno nakon završetka Drugog svjetskog rata OZNA je napadala prvenstveno one hrvatske emigrante koji su imali dobre veze sa savezničkim centrima moći, u koje je spadao Jilek.
OZNA je lov na glavne dužnosnike NDH i vođe protujugoslavenskog Pokreta otpora, koji su preživjeli poslijeratna uhićenja i likvidacije započela nakon sloma akcije Deseti travanj. Najtraženiji su bili poglavnik Ante Pavelić, doglavnik i ministar unutarnjih poslova NDH Mate Frković i šef Ustaške nadzorne službe (UNS) Drago Jilek. Agenti su 1948. godine dobili zadaću organizirati otmicu i odvođenje u Jugoslaviju dr. Mate Frkovića, što nije uspjelo. Pavelić im je bio skriven i nedostupan pa je sljedeći bio Drago Jilek. Jilek je bio ostao u skupini dužnosnika NDH koji su ostali u susjednim zemljama u Europi, koji su očekivali skori rat demokratskog Zapada protiv despotskog komunističkog Istoka. Božidar Kavran pristupio je organiziranju križarskih skupina (akcija Deseti travanj). Jilekova je zadaća u tome bila voditi brigu o odabiru časnika koji će se vraćati u domovinu, te organizirati hrvatsku dojavnu službu i uspostaviti kontakt sa stranim obavještajnim službama, ponajprije američkom. Vrijeme je tad uglavnom provodio na putu između logora za izbjeglice u Austriji i Italiji. No, neuspjeh akcije Deseti travanj rezultirao je da se povukao u Rim. Tajanstveno je nestao 16. ožujka 1949. nestao, a sve što je ostalo bila je lokva krvi na pločniku ispred njegovoga stana u Rimu. Malo je toga nosio sa sobom, vrlo malo imovine, tek isprave na lažno ime, likvidnu gotovinu (zlatnike) i sat, radi točnosti, sve što je iskusnom obavještajcu trebalo. Sve ključne informacije pamtio je i ništa nije zapisivao, da ne bi odao nikog niti odao ikoju akciju.
Bivši Vjesnikov novinar Đorđe Ličina, Udbin propagandist, tvrdio je u svojoj knjizi “Dvadeseti čovjek” da su Jileka "u Argentini ubili njegovi suradnici". Drugi jugoslavenski autori, poput Mile Milatovića i Vladimira Dedijera optuživali su Andriju Hebranga i pozivali se na "sadržaj tzv. Jilekove torbice". Iz tih pretpostavka naslućuje se da je Jilek bio otet i odveden u Jugoslaviju. Analiziranjem Jilekova dosjea u Hrvatskom državnom arhivu otkriveno je da je bio otet u Rimu i odveden u Beograd. Zabilježena je Jilekova izjava koju je ondje dao 8. ožujka 1950. pod pseudonimom Drago Duvnjaković.
Jugokomunistički milicijski istražitelji pokušavali su svim silama od visokih dužnosnika NDH iznuditi "dokaze", odnosno prisilne iskaze u kojima bi lagali da se tajnika CK KPH Andrija Hebrang izdajnički držao u ustaškom zatvoru i da je pristao surađivati s ustašama, te time opravdali još jednu unutarnju komunističku čistku nepoželjnih i nepodobnih, u kojoj su smaknuli Hebranga. Uzore su našli u montiranim političkim procesima u Ljubljani 1948. godine, tzv. Dachauskim procesima. Ondje su komunisti podmećali drugim komunistima. Stare komuniste i logoraše iz Dachaua prisiljavali su priznati da su bili agenti Gestapoa i da su bili poslije rata agenti zapadnih tajnih službi. Jilek nije bio jedini visokopozicionirani obavještajac kojega je OZNA ilegalno držala u zatvoru i pokušavala iskoristiti. Mnogo ustaško osoblje nije podleglo takvim prisilama. Ustaški istražitelj koji je istraživao Hebranga Tibor Vaško, nije pristao na to, ni Miroslav Fulanović (pomoćnika Eugena Kvaternika, zapovjednika UNS-e), šefa obavještajne službe Eriha Lisaka, Stjepana Damića, šef obavještajne služne za cijelu NDH, Krešimira Šuklje, istražitelja, Mirka Vutuca i Aleksandra Benaka, čelnike političke policije i druge, pa tako i Dragu Jileka koji je bio zapovjednik Ustaške nadzorne službe i još obnašao i druge dužnosti. Dugo je odbijao jugoslavenskoj policiji takve izjave. Radi prisiljavanja Jilka, jugoslavenski su agenti nakon što su oteli Jilka dugo vremena još pokušavali oteti i njegovu suprugu, čime bi pomogli slamanju Jileka. Nisu prezali ni posezanja u dalekoj Južnoj Americi. Jilkova je supruga bila u Paragvaju gdje je radila kao ljekarnica, i agenti su ju pokušali oteti na radnom mjestu u ljekarni. Supruga se energično oduprijela, vikom je skrenula pozornost susjedstvu koje se uzbunilo pa su se jugoslavenski agenti povukli i pobjegli. Novine su o oba pokušaja otmice na široko pisale.
Jilekova se sudbina nije znala sve dok u Hrvatskom državnom arhivu nije pronađen njegov dosje. Iz sadržaja dosjea izgleda da je zatočen u Beogradu na višegodišnjem ispitivanju u zatvoru, te potom najvjerojatnije likvidiran. Jilekov suradnik Ivica Krilić, također hrvatski emigrant u Rimu, izjavio je da su Jileka otela trojica oznaša. Jedan od njih je za nagradu za tu akciju promaknut na šefovski položaj u OZNI u Zadru i poslije je bio ministar vanjskih poslova bivše Jugoslavije.<ref>Direktno.hr  Arhivirana inačica izvorne stranice od 1. ožujka 2019. (Wayback Machine) Autor Direktno.hr VIDEO: Partizanski PTSP: kasapio nad jamom pa ubio sebe, ženu i djecu - 
Udbaške likvidacije, pa i Jilkovu istraživala je preko sedam godina Komisija za utvrđivanje ratnih i poratnih žrtava i njezino Vijeće za utvrđivanje poratnih žrtava komunističkog sustava ubijenih u inozemstvu. Metodologija rada bitno je bila drugačija od metoda profesionalnih istražitelja, zbog čega su bili ograničene mogućnosti, što je umanjilo vjerodostojnost nalaza. Rad su zasnovali na dokumentima, arhivima, svjedočanstvima, napisima u inozemnom tisku i publikacijama hrvatske emigracije. Gordana Turić, Bože Vukušić i Vice Vukojević podnijeli su izvješće 30. rujna 1999. godine.

## Vanjske poveznice
- Slobodna Dalmacija Hrvati u inozemstvu žrtve državnog terora SFRJ poslije 1945. GODINE (3) - Nemilosrdne likvidacije političkih emigranata